# رحلة الكونتيكي الاستكشافية

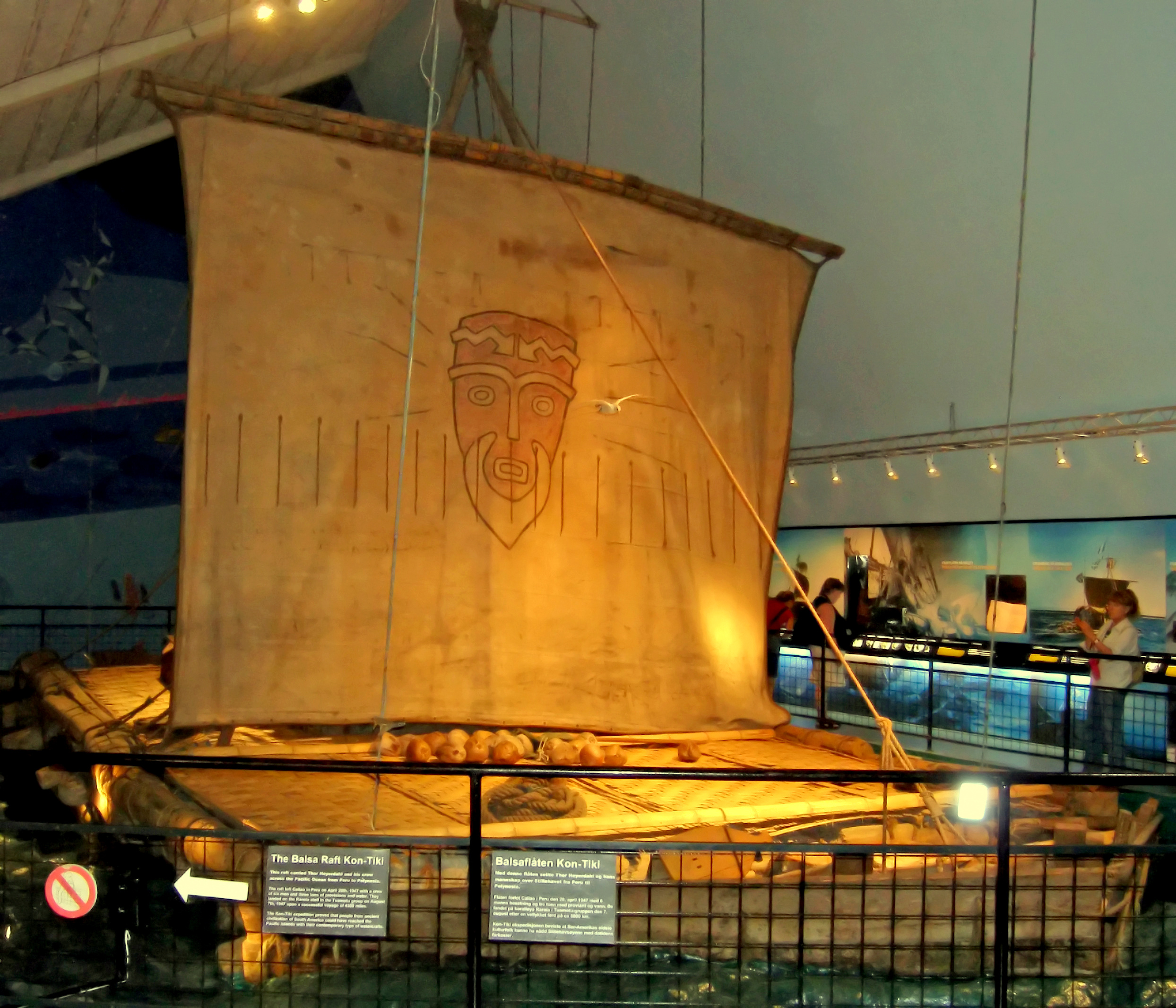
الطوف في متحف الكونتيكي في أوسلو

الكونتيكي هو اسم الطوف الذي استخدمه العالم والرحالة المغامر والمؤرخ النرويجي ثور هايردال للإبحار به في رحلته الاستكشافية عام 1947 مسافة 8,000 كم، من سواحل أمريكا اللاتينية إلى جزر البولينيزيا، حيث قطعها في 101 يوم ليصل إلى شواطئ جزيرة تواموتو. تم تصوير الكثير من الصور الفتوغرافية أثناء الرحلة وفيلما سينمائيا كسب جائزة الأوسكار لأفضل فيلم تسجيلي من إخراج ثور هايردال.

## وصلات خارجية
- متحف الكونتيكي
- جهاز إرسال واستقبال ناشيونال
- حقائق سريعة: مقارنة الطوفين أذربيجان الدولية، العدد 14:4 (شتاء 2006)
- وضع نظريات ثور هايردال حول الكونتيكي تحت الاختبار فيما بعد: رحلة تاناغورا في المحيط الهادئ  (صيف 2006) - أذربيجان الدولية, Vol 14:4 (شتاء 2006)
- عودة إلى الكونتيكي: رحلة تاهيتي نوي نسخة محفوظة 1 يوليو 2012 على موقع واي باك مشين.